# Frankston (Teksas)
Frankston – miasto w Stanach Zjednoczonych, w Hrabstwie Anderson, w stanie Teksas. Według spisu powszechnego z 2010 roku, populacja miasta wynosiła 1229 mieszkańców.